# Olena Oberemko
Olena Viktorivna Oberemko (in ucraino Олена Вікторівна Оберемко?; Biškek, 26 agosto 1973) è un'ex cestista ucraina, fino al 1991 sovietica.

## Carriera
Con l'Ucraina ha disputato i Campionati europei del 1995 e i Giochi olimpici di Atlanta 1996.